# Park Narodowy Nuuksio
Park Narodowy Nuuksio (fiń. Nuuksion kansallispuisto, szw. Noux nationalpark) – park narodowy położony w południowej Finlandii, na północny zachód od Helsinek. Utworzony w 1994 roku, obejmuje swoim terenem lasy i jeziora w Espoo, Kirkkonummi i Vihti. Większość obszarów leśnych Nuuksio przed objęciem ochroną była przemysłowo użytkowana.

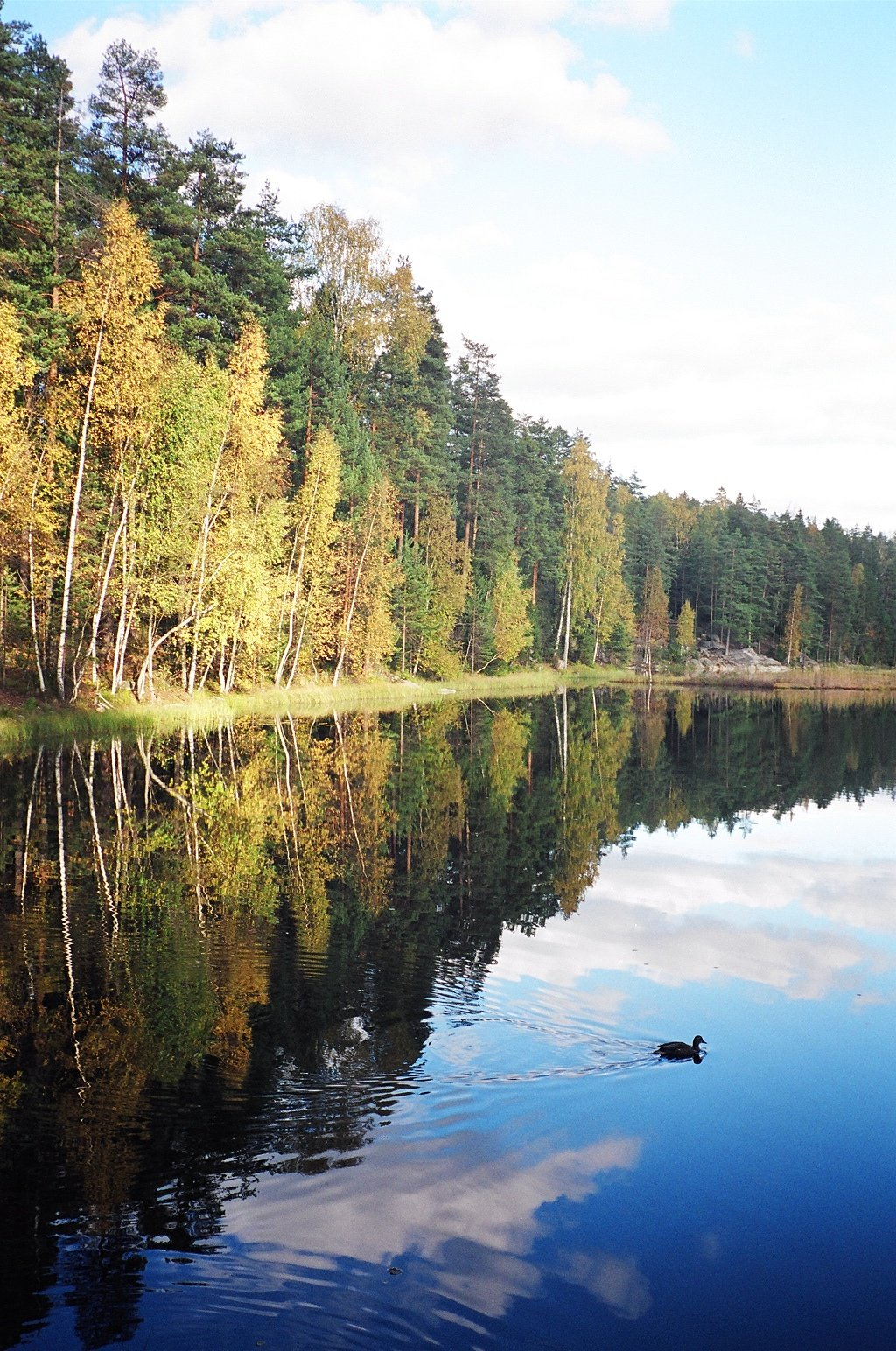
Park Narodowy Nuuksio jesienią

Park jest położony na granicy tajgi i lasów dębowych. Krajobraz jest zdominowany przez doliny polodowcowe i skaliste wzgórza sięgające około 100 m n.p.m. Pośród zwierząt zamieszkujących Nuuksio można wymienić skowronka borowego, lelka czy polatuchę syberyjską, która jest symbolem parku.
Do Parku Narodowego Nuuksio można dojechać z Helsinek korzystając z komunikacji miejskiej. Z centrum Espoo kursują autobusy 85 i 85A, z dzielnicy Leppävaara 28. Przez park prowadzi kilka dobrze oznakowanych szlaków, choć dozwolone jest także chodzenie poza trasami. Biwakowanie jest możliwe tylko w wyznaczonych miejscach. W Haukkalampi jest punkt informacyjny, gdzie można również obejrzeć ekspozycję dotyczącą wiewiórek latających.